# Met Him Last Night
«Met Him Last Night» —en español: «Lo conocí anoche»— es una canción de las celebridades estadounidenses Demi Lovato y Ariana Grande. Fue lanzada por Island Records como tercer sencillo del séptimo álbum de estudio de Lovato Dancing with the Devil... the Art of Starting Over el 1 de abril de 2021, un día antes del lanzamiento de este. Fue escrito por Grande junto a Albert Stanaj, Tommy Brown y Courageous Xavier Herrera, y fue producido por Grande, Brown y Xavi, con la producción vocal de Mitch Allan. «Met Him Last Night» se enviará a la radio de éxito contemporáneo en Estados Unidos el 13 de abril de 2021.

## Antecedentes
«Met Him Last Night» fue revelado como una pista del séptimo álbum de estudio de Lovato Dancing with the Devil... the Art of Starting Over en marzo de 2021, luego confirmó que era una adición tardía al álbum pues había sido grabado tres semanas antes del lanzamiento del mismo.
Después de que Lovato mostrara a Ariana Grande algunas canciones del disco que se publicaría en ese momento en 2019, Grande comenzó a escribir «Met Him Last Night» específicamente con la historia de Lovato en mente, mientras que ella originalmente no deseaba aparecer en la canción. Lovato reveló: «Ella estaba como, 'No, no, seré como el misterio, la dama de la armonía'. Y yo dije, 'Siento que al mundo le encantaría escucharnos juntas, como si deberíamos hacer eso'. Y ella dijo, '¿Está segura?'. Yo estaba como, 'Sí'. Entonces ella agregó su voz y, ella es [tan] talentosa, tan genial. Estoy muy agradecida de tener una amiga como ella».
La canción es una continuación del sencillo anterior, «Dancing with the Devil», ya que «Met Him Last Night» presenta al «demonio» como el seductor personaje principal y antagonista con el que Lovato y Grande cantan sobre un encuentro.

## Estructura

### Contenido lírico
«Met Him Last Night» fue descrito por Billboard como «una fantasía oscura y retorcida sobre relajarse con el diablo y descubrir que, pues, es un tipo divertido y relajado que podría ser material de relación», contiene la letra «I seen the devil, yeah, I met him last night/ One conversation, now he's spendin' the night», que canta Lovato con «urgencia» en «un pareado que claramente tiene un significado mucho más profundo sobre coquetear con el desastre.»

## Recepción

### Crítica
En reseñas de Dancing with the Devil... the Art of Starting Over, la revista NME se refirió al sencillo como un «electro bop oscuro y atmosférico», y Neil McCormick de The Daily Telegraph destacó la canción como no solo «un dúo coqueto en el que el seductor personaje principal es el diablo» que «logra tanto reconocer los peligros de la buena vida como burlarse de ellas al mismo tiempo», pero que refleja la forma en que el álbum de Lovato en su totalidad «logra lidiar con asuntos serios sin deshacerse de la ligereza, la melodía, los ritmos ágiles y los grandes ganchos azucarados de su género pop.»

## Posicionamiento en listas
| Lista (2021)                                | Mejor posición |
| ------------------------------------------- | -------------- |
| Bélgica (Flandes) (Ultratip Bubbling Under) | 8              |
| Irlanda (IRMA)                              | 12             |
| Lituania (AGATA)                            | 27             |
| Noruega (VG-lista)                          | 39             |
| Nueva Zelanda Hot Singles (RMNZ)            | 3              |
| Reino Unido (UK Singles Chart)              | 44             |
| Suecia Heatseeker (Sverigetopplistan)       | 7              |

## Historial de lanzamiento
| Región         | Fecha               | Formato                     | Discográfica             | Ref.             |
| -------------- | ------------------- | --------------------------- | ------------------------ | ---------------- |
| Varios         | 1 de abril de 2021  | Descarga digital, streaming | Island Records           | [cita requerida] |
| Estados Unidos | 13 de abril de 2021 | Contemporary hit radio      | Island, Republic Records | [ 16 ]           |